# Ivan Ranđelović
Ivan Ranđelović (in serbo Иван Ранђеловић?; Niš, 24 dicembre 1974) è un ex calciatore serbo, di ruolo portiere.

## Carriera
Debutta nella squadra della sua città, l'FK Radnički Niš, nel 1992, a 18 anni, e vi rimane per tre stagioni, prima di passare, nell'estate del 1996 allo FK Zvezdara, dove rimane per due stagioni.
Tra il 1999 e il 2000 gli anni più neri, prima al Milicionar Belgrado, poi, in Spagna all'UD Las Palmas.
Nel 2001 il salto alla Stella Rossa, con cui vince, nel corso degli anni, due campionati di Serbia e Montenegro, un campionato di Serbia, una Coppa di Jugoslavia, due Coppe di Serbia e Montenegro, e una Coppa di Serbia.

## Palmarès
- Campionati di Serbia e Montenegro: 2

2003-2004, 2005-2006
- Campionati di Serbia: 1

2006-2007
- Coppe di Jugoslavia: 1

2002
- Coppe di Serbia e Montenegro: 2

2004, 2006
- Coppe di Serbia: 1

2007